# LiAR/真っ白な灰になるまで、燃やし尽くせ
『LiAR/真っ白な灰になるまで、燃やし尽くせ』（ライアー/まっしろなはいになるまで、もやしつくせ）は、ポルノグラフィティの44作目のシングル。2016年11月9日にSME Recordsよりリリースされた。

## 概要
前作『THE DAY』から約5か月ぶりのリリース。
19thシングル『ジョバイロ/DON'T CALL ME CRAZY』以来となる両A面シングルである。なお、17thシングル『ネオメロドラマティック/ROLL』及び『ジョバイロ/DON'T CALL ME CRAZY』はダブルフェイスシングルと呼称されていたが、本作ではそのように呼称されることはなかった。
歌詞カードはその大半がオレンジのインクで印字されており、封入された赤シートをかざすと25年ぶりのリーグ優勝を果たした広島東洋カープへのメッセージが浮かび上がるというギミックがある。

## リリース形態
初回生産限定盤（CD+DVD）、通常盤（CD）の2形態でのリリース。
初回生産限定盤には2016年7月31日に出演した『SUPER SLIPPA 7 2016 TAIPEI SUPER SUMMER MUSIC FESTIVAL』より、「THE DAY」のライヴ映像が収録されたDVDが付属する。

## ミュージックビデオ
MVでは「LiAR」が炎の世界、「真っ白な灰になるまで、燃やし尽くせ」が光の世界でメンバーが荒々しく演奏するシーンが収められているが、どちらも同タイミングに同アングルで構成されており、炎の世界と光の世界がシンクロする。
10月25日には本作のリリースを記念した「特設キャンペーンサイト」が公開され、特定のツイートの合計リツイート数に応じて、MVのメイキング映像といったシークレットコンテンツを視聴することができた。

## 収録曲
| #         | タイトル                               | 作詞・作曲 | 編曲                         | 時間  |
| --------- | -------------------------------------- | ---------- | ---------------------------- | ----- |
| 1.        | 「LiAR」                               | 新藤晴一   | tasuku, Porno Graffitti      | 4:06  |
| 2.        | 「真っ白な灰になるまで、燃やし尽くせ」 | 岡野昭仁   | 江口亮, Porno Graffitti      | 3:55  |
| 3.        | 「Part time love affair」              | 新藤晴一   | トオミ ヨウ, Porno Graffitti | 4:50  |
| 合計時間: | 合計時間:                              | 合計時間:  | 合計時間:                    | 12:51 |

| #  | タイトル                                                                     | 作詞 | 作曲・編曲 |
| -- | ---------------------------------------------------------------------------- | ---- | ---------- |
| 1. | 「THE DAY (LIVE in SUPER SLIPPA 7 2016 TAIPEI SUPER SUMMER MUSIC FESTIVAL)」 |      |            |

## 楽曲解説
1. LiAR
日本テレビ系『スッキリ!!』2016年11月度テーマソング[6]
  - ポルノグラフィティの真骨頂であるラテンテイストが散りばめられたロックナンバー[7][8]。
  - 詞曲を手掛けた新藤は「『ポルノグラフィティとは？』という検証をしながら、『今この音を出す理由』みたいなものを混ぜ合わせて作っていった[7]」と振り返っており、曲自体は春頃に完成していたという[7]。その後、9月に『横浜ロマンスポルノ'16 〜THE WAY〜』で先行披露され[7][9]、アレンジや歌詞を一部変更した上でシングル化された。
  - 元々の歌い出しは「Baila Baila（ラテン語で"踊ろう"の意）」であったが、スペイン語で"私は踊る"を意味する「ジョバイロ」と被ることから「Liar Liar[注釈 3]」に変更された[7]。また、タイトル「LiAR」の"i"だけ小文字になっているのは、全大文字の「LIAR」というタイトルの曲が既にたくさんあるため、「ちょっと爪痕を残しておこう」「見分けがつくように」という新藤の意向からである[7]。
2. 真っ白な灰になるまで、燃やし尽くせ
フジテレビ系『魁!ミュージック』2016年11月度マンスリーアーティスト[10]
  - 圧倒的な疾走感あふれるロックチューン[2]。
  - 制作にあたり、ディレクターから「テンポが速くて言葉がたくさん詰まってて、迫ってくるような緊張感のある曲にトライしないか」という話があったという[11]。また、2016年7月に出演した『JOIN ALIVE 2016』を契機に、『SUPER SLIPPA 7 2016 TAIPEI SUPER SUMMER MUSIC FESTIVAL』『横浜ロマンスポルノ'16 〜THE WAY〜』といったライヴで岡野が感じた気持ちが歌詞に込められている[7][11]。
3. Part time love affair

## Guest Musicians
1. LiAR
  - Bass: 山口寛雄
  - Percussions: 三沢またろう
  - Strings: 門脇ストリングス
  - Voice: うぐいすガール
  - Programming & All Other Instruments: tasuku
2. 真っ白な灰になるまで、燃やし尽くせ
  - Drums: ターキー
  - Bass: 高間有一
  - Programming & All Other Instruments: 江口亮(Stereo Fabrication of Youth)
3. Part time love affair
  - Programming & Wurlitzer,Clavinet: トオミ ヨウ
  - Trumpet,Flugel Horn: 佐々木史郎
  - Female Chorus: 渡部沙智子

## 収録作品
| タイトル                           | 収録作品 |
| ---------------------------------- | --- |
| LiAR                               | - アルバム - 11thアルバム『BUTTERFLY EFFECT』 - ミュージックビデオ - 11thアルバム『BUTTERFLY EFFECT』 - ライヴ映像 - ライヴDVD/BD『横浜ロマンスポルノ'16 〜THE WAY〜 Live in YOKOHAMA STADIUM』 - ライヴDVD/BD『PORNOGRAFFITTI 色情塗鴉 Special Live in Taiwan』 - ライヴDVD/BD『15thライヴサーキット "BUTTERFLY EFFECT" Live in KOBE KOKUSAI HALL 2018』 - ライヴ音源 - 11thアルバム『BUTTERFLY EFFECT』 - ライヴDVD/BD『17thライヴサーキット "続・ポルノグラフィティ" Live at TOKYO GARDEN THEATER 2021』 |
| 真っ白な灰になるまで、燃やし尽くせ | - アルバム - 11thアルバム『BUTTERFLY EFFECT』 - ミュージックビデオ - 11thアルバム『BUTTERFLY EFFECT』 - ライヴ映像 - ライヴDVD/BD『15thライヴサーキット "BUTTERFLY EFFECT" Live in KOBE KOKUSAI HALL 2018』 |
| Part time love affair              | - ライヴ映像 - ライヴDVD/BD『15thライヴサーキット "BUTTERFLY EFFECT" Live in KOBE KOKUSAI HALL 2018』 |